# Lily (historieta)
Lily fue una serie de historietas creada por Robert Segura para la revista "Lily" de la Editorial Bruguera en 1970.

## Trayectoria editorial
Lily fue la serie de portada de la revista homónima desde su primer número (el 444, año XI, al continuar la numeración de "Sissi Juvenil")  en 1970 hasta 1983, en que pasó a páginas interiores. También se publicó en "Súper Lily".

## Argumento y personajes
Lily es una jovencita española, obsesionada por conseguir autográfos de un famoso (siempre el mismo del que la revista entregaba un póster o publicaba un reportaje).

## Valoración
Lily fue una de las series más populares de su época, destacando también por el ingenio de los gags y la frescura del trazo de su autor.